# Vitellaria
Vitellaria é um género botânico pertencente à família Sapotaceae.